# Mahamat Oumar Malloum
Pour les articles homonymes, voir Malloum.
Mahamat Oumar Malloum est un homme politique tchadien. Il est le député de 5eme arrondissement de la capitale de 2016 à nos jours .